# Notre-Dame des Alpes
Die Kirche  Notre-Dame des Alpes ist ein römisch-katholisches Kirchengebäude in Fayet, einem Ortsteil der Gemeinde Saint-Gervais-les-Bains im französischen Département Haute-Savoie. Sie gehört zum Bistum Annecy.
Das Gebäude entstand in den Jahren   1936 bis 1938 nach Plänen des Architekten  Maurice Novarina. Er entwarf eine Saalkirche im Stil der Chalets der savoyischen Alpen. Charakteristisch für diese Kirche ist die Gestaltung der Eingangsfassade: In die dreieckige Giebelwand sind symmetrisch 36 quadratische Fenster eingelassen.
Architektur und Sakralkunst sind ein Gemeinschaftsprojekt französischer und Schweizer Künstler. Die Glasmalereien schufen Paul Bony und Alexandre Cingria, die Ausführung besorgten Jean Hebert-Stevens und Jean Gaudin. Die Fresken stammen von Paul Monnier, die Skulpturen von François Baud, Jean Constant Demaison, Cerruti, Chamosset sowie Darbouret.
Glocken
Im Glockenturm befindet sich ein Geläut von drei Glocken, die von der Glockengießerei Paccard aus Annecy-le-Vieux 1929 (Nr. 3) und zwischen 1959 und 1962 gegossen wurden:
| Nr | Name             | Gewicht | Durchmesser | Schlagton |
| -- | ---------------- | ------- | ----------- | --------- |
| 1  | Jeanne-Françoise | 575 kg  | 960 mm      | g+3       |
| 2  | Marie-Cécile     | 325 kg  | 797 mm      | b−3       |
| 3  |                  | 220 kg  | 720 mm      | c+4       |

## Nachweise
1. ↑  Les Cloches Savoyardes: Saint-Gervais-les-Bains – Eglise Notre-Dame-des-Alpes (Le Fayet) (französisch)

Koordinaten: 45° 54′ 22,1″ N, 6° 42′ 20,4″ O